# Canavieiras Airport
Canavieiras Airport är en flygplats i Brasilien.   Den ligger i kommunen Canavieiras och delstaten Bahia, i den östra delen av landet, 1 000 km öster om huvudstaden Brasília. Canavieiras Airport ligger 5 meter över havet.
Terrängen runt Canavieiras Airport är mycket platt. Havet är nära Canavieiras Airport österut. Närmaste större samhälle är Canavieiras, 1,2 km sydost om Canavieiras Airport.
Omgivningarna runt Canavieiras Airport är en mosaik av jordbruksmark och naturlig växtlighet. Runt Canavieiras Airport är det glesbefolkat, med 14 invånare per kvadratkilometer.